# غوردون سليد
غوردون سليد (بالإنجليزية: Gordon Slade)‏ هو لاعب كرة قاعدة أمريكي، ولد في 9 أكتوبر 1904 في مدينة سولت ليك في الولايات المتحدة، وتوفي في 2 يناير 1974 في لونغ بيتش في الولايات المتحدة.

## وصلات خارجية
- غوردون سليد على موقعبيزبول رفرنس.كوم (الدوري الرئيسي) (الإنجليزية)
- غوردون سليد على موقعبيزبول رفرنس.كوم (الدوري الثانوي) (الإنجليزية)